# State Park
Ein State Park (wörtliche deutsche Übersetzung: Staatspark) bezeichnet in den Vereinigten Staaten von Amerika ein natur- oder denkmalgeschütztes Gebiet, das von den Regierungen der einzelnen Bundesstaaten unter besonderen Schutz gestellt wurde. Im Unterschied zu den unter Bundesverwaltung befindlichen Nationalparks, umfassen die State Parks in der Regel eine wesentlich kleinere Fläche und dienen häufig auch der Naherholung. Laut der Dachorganisation der State Parks existieren auf dem Gebiet der Vereinigten Staaten über 8.500 State Parks, die eine Fläche von über 75.600 Quadratkilometer umfassen (Stand 2017).

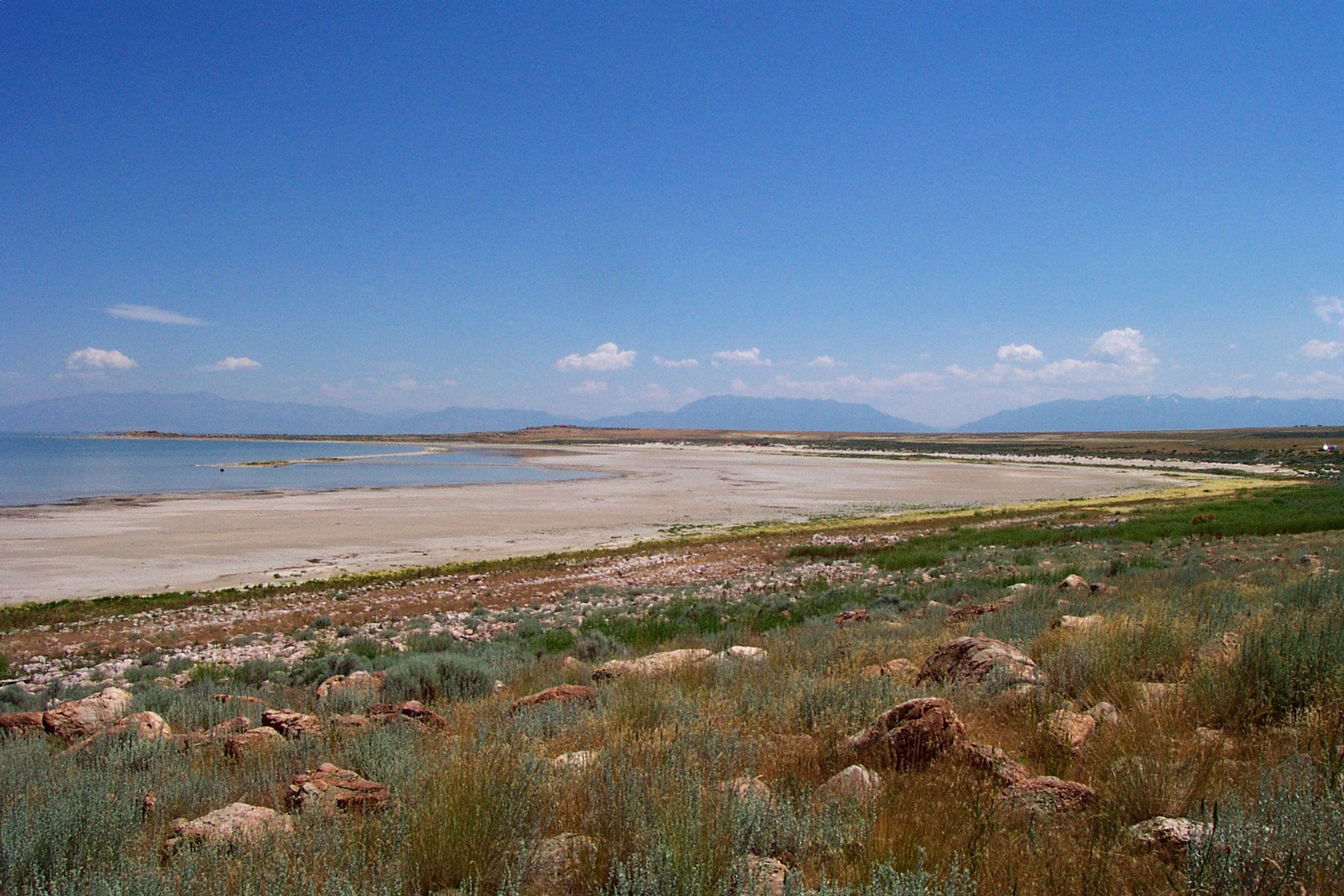
State Park Antelope Island in Utah

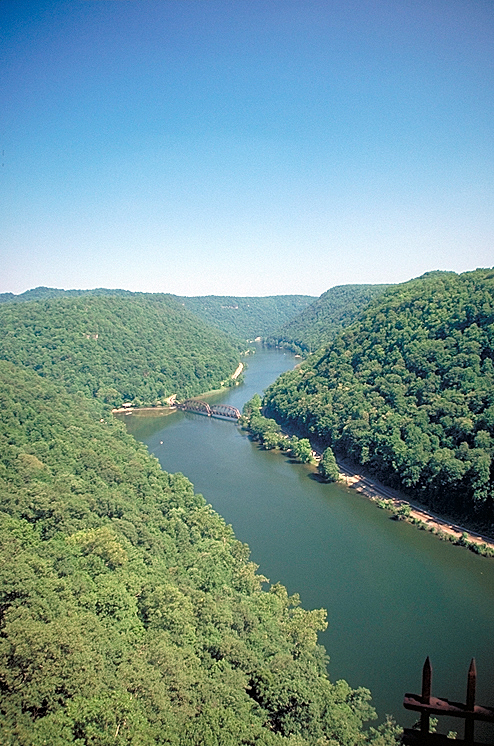
Hawk’s Nest in West Virginia

In den Vereinigten Staaten existieren in allen US-Bundesstaaten State Parks. In einzelnen Fällen reicht ihre Fläche an die von Nationalparks heran und durch spezifische Verordnungen kann ein Schutzstatus gegeben sein, der dem von Nationalparks entspricht (IUCN-Kategorie II). Teilweise handelt es sich jedoch auch um Parks oder gar Campingplätze. Sämtliche Bundesstaaten verfügen über einen State Park Service, der mit der Verwaltung und Pflege der Schutzgebiete betraut ist. Die bedeutendsten Landschaften und Stätten der Vereinigten Staaten sind unter der Verwaltung des National Park Service (NPS) oder ähnlichen Einrichtungen des US-Innenministeriums, sind die Kriterien für die Ausweisung eines State Parks stärker an regionalgeschichtlichen Gesichtspunkten ausgerichtet. Ausnahmen sind solch große Gebiete wie der Adirondack State Park im Bundesstaat New York oder die Anza-Borrego-Wüste in Kalifornien, die jeweils durch einen Bundesstaat geschützt werden.
Da diese Schutzgebiete nicht zum Nationalparksystem des NPS gehören, wird der America the Beautiful Annual Pass (Jahrespass) im Allgemeinen nicht anerkannt. Auf touristisch interessanten Routen – wie beispielsweise im südlichen Utah, wo sich mehrere Nationalparks und -monumente nahe beieinander befinden – profitieren State Parks wie beispielsweise der Dead Horse Point jedoch von deren Tourismus.
In aller Regel sind bei kostenpflichtigen State Parks gepflegte Grünanlagen, sanitäre Einrichtungen und geeignete Picknick- sowie Übernachtungsmöglichkeiten vorhanden.
Den State Parks entsprechen die Provinzparks in Kanada.

## Alle State Parks der Vereinigten Staaten
| | | | | |
| - Alabama - Alaska - Arizona - Arkansas - Colorado - Connecticut - Delaware - Florida - Georgia - Hawaii | - Idaho - Illinois - Indiana - Iowa - Kalifornien - Kansas - Kentucky - Louisiana - Maine - Maryland | - Massachusetts - Michigan - Minnesota - Mississippi - Missouri - Montana - Nebraska - Nevada - New Hampshire - New Jersey | - New Mexico - New York - North Carolina - North Dakota - Ohio - Oklahoma - Oregon - Pennsylvania - Rhode Island - South Carolina | - South Dakota - Tennessee - Texas - Utah - Vermont - Virginia - Washington - West Virginia - Wisconsin - Wyoming |